# IC 2497
IC 2497은 작은사자자리에 위치한 나선 은하이다. 밑에 한니의 물체가 있다.